# Pyramus Fossae
Pyramus Fossae és una estructura geològica del tipus fossa a la superfície de Mart, situada amb el sistema de coordenades planetocèntriques a 53.13 ° de latitud N i 68.4 ° de longitud E. Fa 298.18 km de diàmetre. El nom va ser fet oficial per la UAI l'any 1985 i pren el nom d'una característica d'albedo localitzada a 65 ° de latitud N i 300 ° de longitud O.